# Байден, Бо
Джо́зеф Робине́тт (Бо) Ба́йден III (англ. Joseph Robinette «Beau» Biden III; 3 февраля 1969, Уилмингтон, Делавэр — 30 мая 2015, Бетесда, Мэриленд) — американский юрист, государственный служащий и политик-демократ, сын 46-го президента США Джо Байдена. С 2007 по 2015 годы занимал должность генерального прокурора штата Делавэр (в период с 1973 по 2009 годы Джо Байден, отец Бо Байдена, являлся сенатором от штата Делавэр).

## Биография
Бо Байден был старшим ребёнком политика Джо Байдена и его первой жены Нейлии Хантер. 
В 1972 году его мать и младшая сестра погибли в автомобильной аварии. Он и его младший брат Хантер выжили, но Бо был серьёзно ранен.
Изучал право в Пенсильванском университете и Юридическом колледже Сиракузского университета. 
С 1995 по 2004 годы работал юристом в Министерстве юстиции США. 
В 2004 году Байден стал партнером юридической фирмы Bifferato, Gentilotti, Biden & Balick. Кроме того, он был временным консультантом в управлении развития политики и обвинителем в офисе прокурора США.
Байден был женат с 2003 года, в браке родились дочь и сын.
В 2006 году он был избран генеральным прокурором штата Делавэр, вступил в должность в январе 2007 года. Покинул пост в 2015 году.
Был членом Национальной гвардии штата Делавэр с 2003 года, в 2008—2009 годах служил в Ираке. На момент смерти имел звание майора.
30 мая 2015 года Бо Байден умер от опухоли головного мозга (глиобластомы). 6 июня 2015 года в римско-католической церкви Святого Антония (Уилмингтон) прошло прощание. Похоронен на кладбище Святого Джозефа в Гринвилле.